# Triteleia japonica
Triteleia japonica är en stekelart som beskrevs av Mikhail Vasilievich Kozlov och Kononova 1990. Triteleia japonica ingår i släktet Triteleia och familjen Scelionidae. Inga underarter finns listade i Catalogue of Life.